# 普里尤特諾耶區

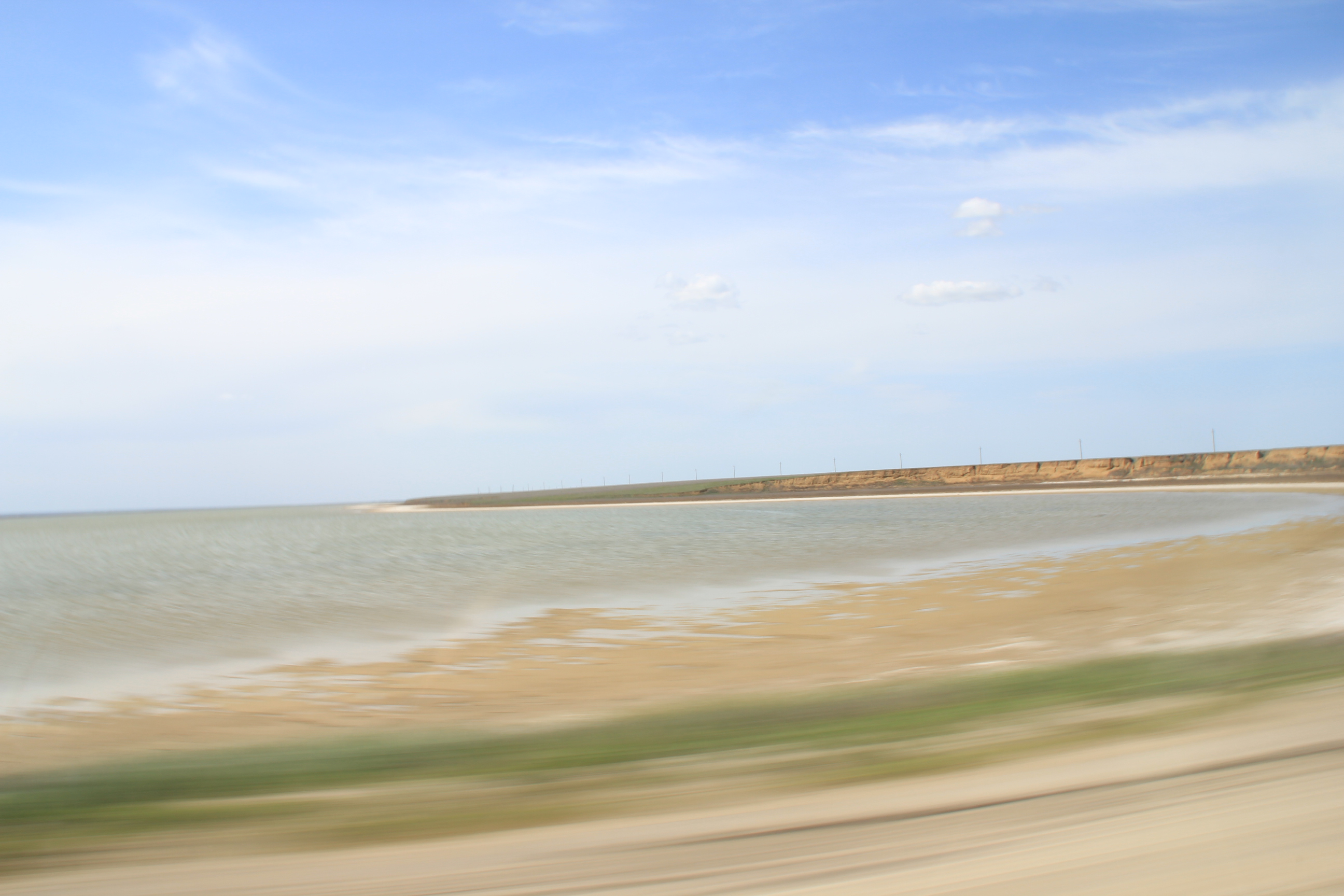

46°06′N 43°30′E / 46.100°N 43.500°E
普里尤特諾耶區（俄语：Приютненский район），是俄羅斯的一個區，位於該國西南部，由卡爾梅克共和國負責管轄，始建於1938年，面積3,110平方公里，2010年人口11,658，人口密度每平方公里3.75人。